# (34250) Mamichael
2000 QA112 (asteroide 34250) é um asteroide da cintura principal. Possui uma excentricidade de 0.10036690 e uma inclinação de 9.07735º.
Este asteroide foi descoberto no dia 24 de agosto de 2000 por LINEAR em Socorro.